# Сумасшедшая история
«Сумасшедшая история» (англ. Driving Me Crazy) — американский кинофильм.

## Сюжет
Эксцентричный немецкий изобретатель Гунтер Шмидт создаёт новый революционный автомобиль, под названием «Трабби», которая ездит на овощах и не загрязняет окружающую среду. И теперь отправляется в Лос-Анджелес, чтобы найти инвесторов для массового производства своей чудо-машины.

## В ролях
- Томас Готтшалк — Гунтер Шмидт
- Билли Ди Уильямс — Макс
- Дом Делуиз — мистер Би
- Милтон Берл — клерк в отеле
- Стив Кэнэли — мистер Гудвин
- Мишель Джонсон — Рикки